# 307 Nike
307 Nike eller 1957 LM är en asteroid i huvudbältet, som upptäcktes den 5 mars 1891 av den franske astronomen Auguste Charlois. Den fick senare namn efter Nike, segergudinnan i grekisk mytologi.
Nikes senaste periheliepassage skedde den 8 mars 2019.[Uppdatering behövs] Dess rotationstid har beräknats till 7,90 timmar.

## Pioneer 10
Den 2 december 1972 passerade rymdsonden Pioneer 10 på ett avstånd av 8,8 miljoner kilometer. 